# 陆城街道
陆城街道，是中华人民共和国湖北省宜昌市宜都市下辖的一个乡镇级行政单位。位於清江與長江交匯處，為該市人民政府駐地。因三國時東吳名將陸遜在此築城抗蜀而得名。

## 行政区划
陆城街道下辖以下地区：
东风社区、胜利社区、清江社区、名都社区、解放社区、红春社区、中笔社区、头笔社区、亮家垴村、太宝湖村、驿马冲村、车家店村、尾笔村、十里铺村、三江村、宝塔湾村和龙窝村。